# 石谷成勝
石谷 成勝（いしがや なりかつ、元和6年(1620年) - 貞享4年4月28日(1687年6月7日)）は、江戸時代の旗本。

## 生涯
寛永7年6月10日（1630年7月19日）、徳川家光に拝謁する。寛永13年12月27日（1637年1月23日）、大番となる。承応元年（1652年）、二丸より成勝は水泳を台覧され時服を賜った。万治元年7月19日（1658年8月17日）新番に移った。寛文3年4月（1663年）、徳川家綱が日光東照宮に詣でるときに従った。同年12月11日（1664年1月9日）、父の石谷政勝の跡を継ぎ、寛文4年9月30日（1664年11月17日）組頭となり、同年12月25日（1665年2月9日）、廩米200俵を加増された。延宝元年4月3日（1673年5月19日）、納戸頭になり、同年12月28日（1674年2月3日）、布衣の着用を許された。天和元年8月7日（1681年9月18日）職を辞し、小普請となった。 
石谷成勝の跡は、同族である石谷清亮の子・石谷清長が養子として継いだ。